# ロス・ハイラス
ロス・ハイラス（西: Los Jairas）はボリビアのフォルクローレ・グループ。グループ名の意味は「なまけもの達」。

## 来歴
10代で数々のフェスティバルで優勝し、ボリビア最高のチャランゴ奏者として名をとどろかせたエルネスト・カブール、他のメンバーもフォルクローレの世界では屈指の実力者たちだった。
1960年代に結成され、南米はもとより、ヨーロッパでも大成功し、アンデスのフォルクローレを世界的に広める立役者となった。しかし人気絶頂時、エルネスト・カブールはボリビアを永く離れていては、自分の演奏する民族音楽のエキスを失われていくと感じ始め、一人ボリビアに帰っていった。グループは多くの録音を残した。

## ディスコグラフィー
- Los Jairas (1966)
- Edgar Jofré - Los Jairas
- Grito de Bolivia- Los Jairas (1967)
- Bolivia Con Los Jairas (1968)
- Siempre con...Los Jairas (1969)
- Edgar "Yayo" Jofré y Los Jairas (1969)
- La flute des Andes (1970)
- Lo mejor de Los Jairas (1974)
- Los Jairas en vivo (1976)
- Canto a la vida (1978)
- Al pueblo de mis ancestros (1992)
- Los Jairas (De colección) [1967-78](1993)
- Yayo Joffré y los Jairas (2000)